# Lūkass Vapne
Lūkass Vapne, né le 31 août 2003 à Riga, est un footballeur international letton jouant au poste de milieu de terrain au Sogndal Fotball.
Issu d'une famille sportive, il est formé à Metta et s'y impose comme titulaire à partir de 2021 sous les ordres d'Andris Riherts. Après un passage mitigé en prêt à Valmiera, il retourne à Metta et explose véritablement avant de retourner à Valmiera en prêt ou il confirme et qui lui ouvre les portes du football norvégien en signant à Sogndal ou il évolue depuis 2025. 
Précoce et prometteurs, il fais ses débuts en équipe de Lettonie des moins de 17 ans à seulement 15 ans et, âgé de 18 ans, il est sélectionné en équipe espoir avant de connaître sa première cape en équipe A en juin 2024 sous les ordres de Paolo Nicolato. 
Milieu de terrain très polyvalent doté de grandes qualités techniques et capable de gros efforts sur le terrain, il s'illustre également sur coups de pieds arrêtés, notamment les coups francs et les penaltys. 

## Biographie

### Jeunesse et formation

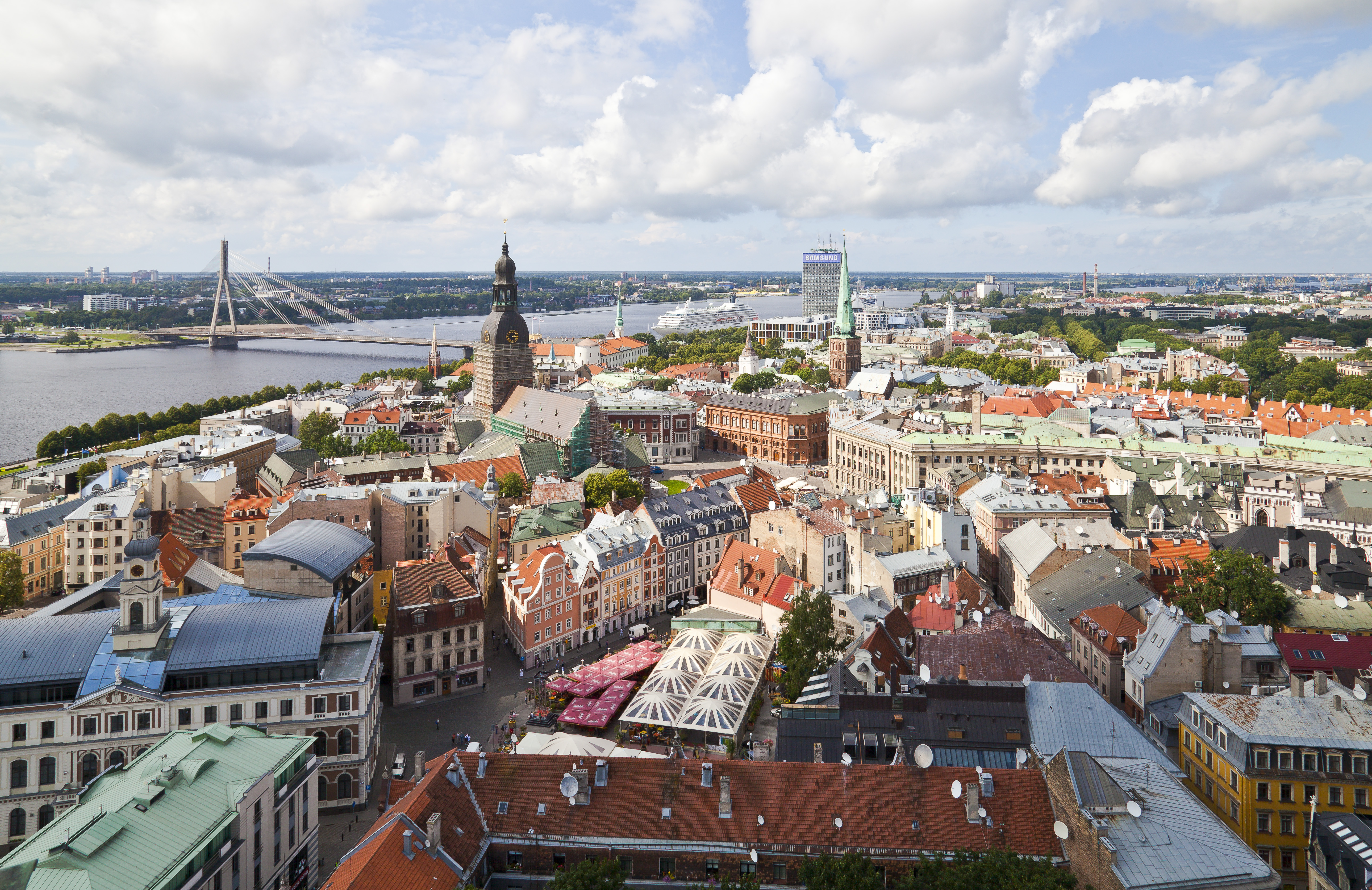
Riga, capitale de la Lettonie et ville de naissance de Vapne

Lūkass Vapne naît le 31 août 2003 à Riga, capitale de Lettonie. Issue d'une famille de sportif (son père était footballeur tandis que son oncle et sa mère pratiquaient le hockey sur glace et le basket-ball), il se tourne vers le football et est rapidement repéré pour sa précocité et son talent. Il est formé au FK Metta, club de Riga réputé pour la qualité de sa formation et dont l'équipe fanion évolue en première division lettone.

### Carrière professionnelle

#### Débuts au FK Metta (2020-2021)
Vapne fait ses débuts en Virsliga le 16 juin 2020 en entrant en jeu à la 85e minute d'un match face au Spartaks Jūrmala, comptant pour la première journée de championnat. Utilisé majoritairement en sortie de banc par Andris Riherts, son entraîneur, Vapne acquiert de plus en plus de temps de jeu au cours de la saison et offre sa première passe décisive lors d'une victoire deux buts à zéro contre le FK Tukumsavant de récidiver le match suivant. Vapne termine sa première saison professionnelle en ayant pris part à dix-sept matchs de championnat et un match de Coupe de Lettonie.
La saison suivante débute avec une passe décisive à Yunusa Muritala en ouverture du championnat contre le FK Liepāja. Devenu titulaire avec son club formateur, il inscrit six buts en championnats, dont son premier doublé contre le FC Noah Jurmala en l'espace de 45 minutes et délivrant sept passes décisives . À l'issue de la saison, il est élu joueur de l'année du club et signe son premier contrat professionnel,. Courtisé, le joueur reste à Metta pour le début de la saison 2022.

#### Champion de Lettonie et prêt contrasté avec Valmiera (2021-2022)
De nouveau titulaire avec le FK Metta, Lukass Vapne inscrit deux buts et délivre cinq passes décisives lors des vingt premières journées de championnat sous les couleurs de son club formateur. En juillet 2022, le Valmiera FC, leader et en course pour le titre, s'intéresse au joueur et obtient son prêt le 14 juillet. Face à une concurrence accrue, il ne joue que des bribes de matchs mais inscrits malgré tout trois buts en dix apparitions dont un doublé contre son club formateur et offre une passe décisive. Valmiera FC est sacré champion à l'issue de la saison et Vapne glane ainsi son premier titre. Ne donnant pas satisfaction, il n'est pas conservé par les Valmierietis et retourne à Metta .

#### Cadre à Metta et explosion à Valmiera (depuis 2022-2025)

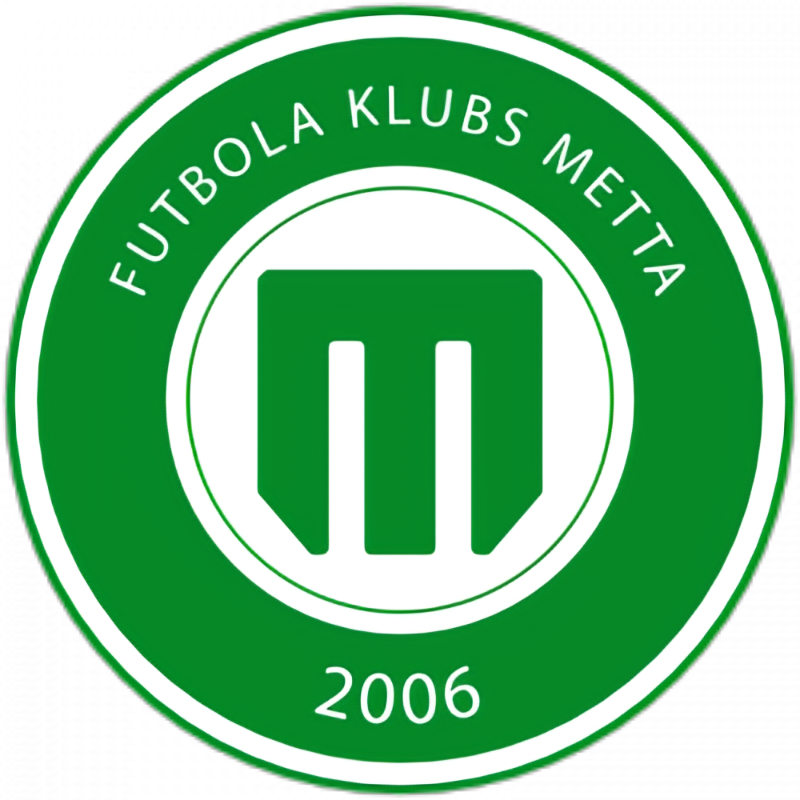
C'est à Metta, club de Riga, que Vapne se fait remarquer

De retour au sein de son club formateur pour la saison 2023, Vapne redevient un joueur clé et réalise un excellent début de saison en étant passeur lors de la deuxième journée avant de marquer pour son cinquième match de championnat,. Indéboulonnable, il termine sa saison avec huit buts et cinq passes décisives en trente-sept matchs toutes compétitions confondues et il est de nouveau élu comme meilleur joueur de Metta de la saison. D'un point de vu collectif, son équipe termine neuvième et barragiste mais se sauve en battant Skanstes SK en barrage. Valmiera se montre de nouveau intéressé par le jeune letton et ce dernier s'engage dans le cadre d'un prêt avec option d'achat en janvier 2024, avant le début de saison,.
Sous les ordres de Jurģis Kalns (en), qu'il avait déjà connu lors de son premier passage, Lukass démarre sa saison en marquant et en étant passeur décisif dès la première journée de championnat face à son ancien club. Titulaire, il connaît par la suite une disette de 10 matchs avant de marquer de nouveau contre le Riga FC lors d'un match nul 2-2. Le 28 Mai 2024, il s'illustre en inscrivant un doublé face à Jelgava dans un match que son équipe remporte 4-0. Particulièrement performants, il délivre 6 passes décisives et marque 3 buts en l'espace de 5 matchs entre la 14e et la 18e journée de championnat. Moins impactant statistiquement par la suite, Vapne termine sa saison en étant décisif lors des deux derniers matchs avec une passe décisive pour Alioune Ndoye contre Daugavpils (match nul 3-3) et un but contre Tukums. En coupe, il est passeur décisif pour Djibril Guèye en 8es de finale contre Tukums et marque contre RFS au tour suivant mais ne peut pas empêcher l'élimination de son club (3-4). Individuellement, Vapne termine sa saison avec 11 buts marqués et 14 passes décisives délivrées en 37 matchs TCC (Toute compétitions confondues). Il est également élu meilleur jeune joueur letton de football de l'année 2024. 
Collectivement, Valmiera termine 4e de Virsliga en ayant écopé d'un total de 9 points de retraits à cause de problèmes extra-sportifs et n'obtiens pas sa place pour la saison 2025 du championnat à cause de problèmes financiers. Les Valmierietis avait aussi été privés de participation en coupe d'Europe pour la saison 2024-2025 et remplacé par Liepaja. Lukass Vapne quitte ainsi le club et retourne à Metta.

#### Signature en Norvège (depuis 2025)

##### Première saison avec Sogndal

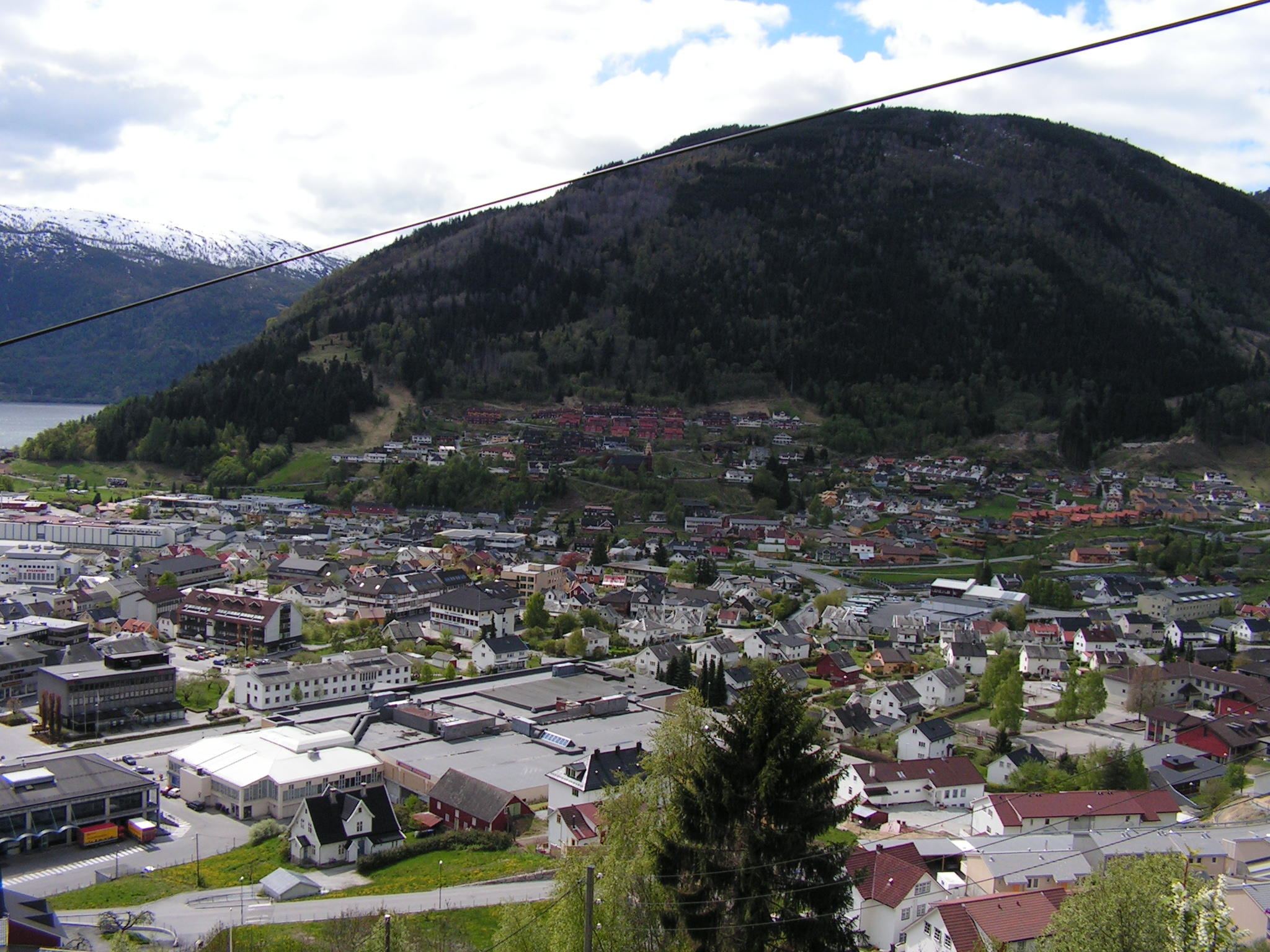
Vapne découvre un nouveau pays en 2025 en signant en Norvège, à Sogndal

Alors que la saison 2025 de Virsliga est sur le point de débuter, Lūkass Vapne s'engage le 24 février 2025 avec le Sogndal Fotball, club de deuxième division norvégienne dans le cadre d'un prêt d'une saison comprenant une option d'achat. Il apparaît pour la première fois sous le maillot de son nouveau club en match officiel lors de l'ouverture du championnat contre l'IK Start. Titularisé, il ne peut empêcher la courte défaite de son équipe (2-1). Il inscrit son premier but sous ses nouvelles couleurs lors de la troisième rencontre de championnat face à Ranheim permettant à son équipe de s'imposer pour la première fois de la saison,.
Titulaire quelques jours plus tard en Coupe de Norvège, le milieu letton délivre une passe décisive pour Kasper Skaanes, et son équipe s'impose 4-0 contre Sandvikens,. Titulaire au troisième tour contre Kongsvinger, Sogndal s'incline aux tirs au but. Le 14 Juin 2025, il inscrit son deuxième but en club lors de la défaite face à Kongsvinger, et s'impose comme titulaire en championnat et en coupe.
Le 23 Juillet 2025, Sogndal annonce la signature définitive de Lukass Vapne jusqu'en 2028,,. Dans son communiqué, le club explique avoir levé l'option d'achat plus tôt que prévu, Vapne ayant été jugé comme un « élément clé » pour l'entraîneur Luis Pimenta. A propos de sa signature, le milieu de terrain explique que « C'est une grande satisfaction que le club croie en moi et qu'il ait voulu me recruter. Maintenant, je peux me concentrer à 100 % sur mon avenir et poursuivre mon développement pour franchir de nouvelles étapes ».
Il joue son premier match après son achat définitif le 26 juillet contre Stabæk. Titularisé, il délivre une passe décisive (sa première de la saison) pour Martin Sjølstad sur un centre sur l'ouverture du score de son équipe. Rattrapé en deuxième mi-temps, Sogndal concède le match nul (1-1). Au début du mois d'Août contre Skeid, Vapne délivre sa deuxième passe décisive de la saison pour Sebastian Pedersen dans une rencontre ou son équipe partage les points (1-1).  
De nouveau titulaire le match suivant contre Hødd, il est capitaine et inscrit un but d'une puissante frappe de loin permettant à son équipe de prendre l'avantage. Sogndal s'impose finalement 2-1.   

Lukass Vapne fais sa première apparition en équipe de Lettonie le 8 Juin 2024 sous les ordres de Paolo Nicolato

### Carrière internationale
Précoce, Lukass Vapne évolue dans toutes les équipes de jeunes de la Lettonie et il est même sélectionné à seulement 15 ans en équipe U17. Il fait ses débuts en équipe séniors à l'âge de 20 ans en étant aligné le 8 juin 2024 par Paolo Nicolato (en) dans un match de Coupe baltique contre la Lituanie.
Il porte pour la première fois le maillot de sa sélection en match officiel contre l'Arménie en Ligue des nations. Son équipe s'incline 4-1 et le jeune milieu est remplacé à la 63e minute. Utilisé comme titulaire ou en sortie de banc selon les matchs, il ne peut pas éviter la rélégation de son équipe en Ligue D.

## Statistiques

### Statistiques en club
Le tableau ci-dessous retrace la carrière de Lūkass Vapne depuis ses débuts :
| Saison                | Club                   | Championnat           | Championnat | Championnat | Coupe(s) nationale(s) | Coupe(s) nationale(s) | Compétition(s) continentale(s) | Compétition(s) continentale(s) | Compétition(s) continentale(s) | Total | Total |
| Saison                | Club                   | Division              | M.          | B.          | M.                    | B.                    | Comp.                          | M.                             | B.                             | M.    | B.    |
| 2020                  | FK Metta               | Virsliga              | 17          | 0           | 1                     | 0                     | -                              | -                              | -                              | 18    | 0     |
| 2021                  | FK Metta               | Virsliga              | 25          | 6           | 1                     | 0                     | -                              | -                              | -                              | 26    | 6     |
| 2022                  | FK Metta               | Virsliga              | 19          | 2           | 1                     | 1                     | -                              | -                              | -                              | 20    | 3     |
| 2023                  | FK Metta               | Virsliga              | 36          | 8           | 1                     | 0                     | -                              | -                              | -                              | 37    | 8     |
| Sous-total            | Sous-total             | Sous-total            | 97          | 16          | 4                     | 1                     | -                              | -                              | -                              | 101   | 17    |
| 2022                  | Valmiera FC (prêt)     | Virsliga              | 10          | 3           | 1                     | 0                     | -                              | -                              | -                              | 11    | 3     |
| 2024                  | Valmiera FC (prêt)     | Virsliga              | 35          | 10          | 2                     | 1                     | -                              | -                              | -                              | 37    | 11    |
| Sous-total            | Sous-total             | Sous-total            | 45          | 13          | 3                     | 1                     | -                              | -                              | -                              | 48    | 14    |
| 2025                  | Sogndal Fotball (prêt) | Obos-Ligaen           | 13          | 2           | 3                     | 0                     | -                              | -                              | -                              | 16    | 2     |
| 2025                  | Sogndal Fotball        | Obos-Ligaen           | 3           | 1           | -                     | -                     | -                              | -                              | -                              | 3     | 1     |
| Total sur la carrière | Total sur la carrière  | Total sur la carrière | 155         | 31          | 10                    | 2                     | -                              | -                              | -                              | 165   | 33    |

## Palmarès
Il est champion de Lettonie en 2022 avec le Valmiera FC.

## Style de jeu
Milieu de terrain très complet, Vapne est aussi bien capable d'apporter offensivement tout en étant rigoureux à la récupèration du ballon. Très technique, il élimine et dribble facilement ses vis à vis tout en étant un excellent joueur de soutien. Cantonné à un rôle plus défensif sous les ordres d'Andris Riherts à Metta, il se montre beaucoup plus audacieux sous les couleurs de Valmiera où ses passes et ses tirs font souvent mouche. Bon tireur de penalty, il reste néanmoins un joueur agressif qui récolte de nombreux cartons.
Milieu créateur et passeur, il est également capable de se muer en buteur, notamment lors de son second passage à Valmiera où il s'illustre en marquant des buts spectaculaires, dont des coups francs.